# Viehmarkthalle (Castle Douglas)

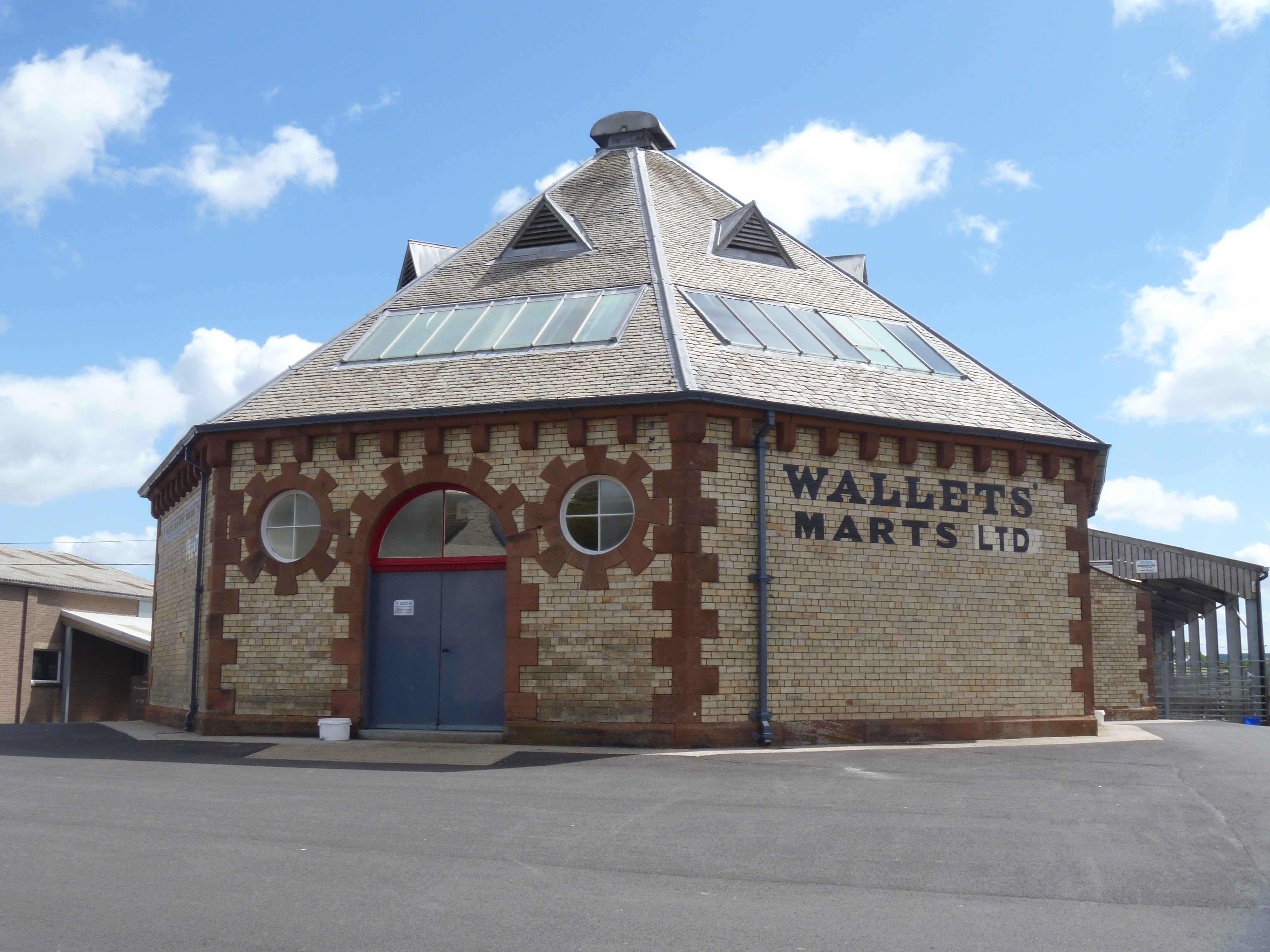
Viehmarkthalle von Castle Douglas

Die Viehmarkthalle von Castle Douglas ist eine Markthalle in der schottischen Kleinstadt Castle Douglas in der Council Area Dumfries and Galloway. 1990 wurde das Bauwerk in die schottischen Denkmallisten in der höchsten Denkmalkategorie A aufgenommen.

## Beschreibung
Die Markthalle liegt an der New Market Street im Norden von Castle Douglas. Das Gebäude wurde um 1900 erbaut und zählt zu den besterhaltenen historischen Markthallen in Schottland. Sie weist einen ungewöhnlichen oktogonalen Grundriss auf. Ebenso wie die Gebäudekanten sind die Öffnungen mit rotem Sandstein von dem cremefarbenen Ziegelsteinmauerwerk abgesetzt. Das zweiflüglige Eingangsportal an der Westseite ist mit Rundbogen und abschließendem Kämpferfenster gearbeitet. Zwei runde vierteilige Sprossenfenster flankieren das Portal. Das Gebäude schließt mit einem schiefergedeckten Zeltdach mit flächigen Dachfenstern und dreieckigen Ventilationsauslässen. Das Dach ruht auf umlaufenden schweren Kragsteinen aus rotem Sandstein. Im Innenraum sind die hölzernen Einbauten und Sitzbänke weitgehend im Originalzustand erhalten.